# 敦布勒維察鄉 (布拉索夫縣)

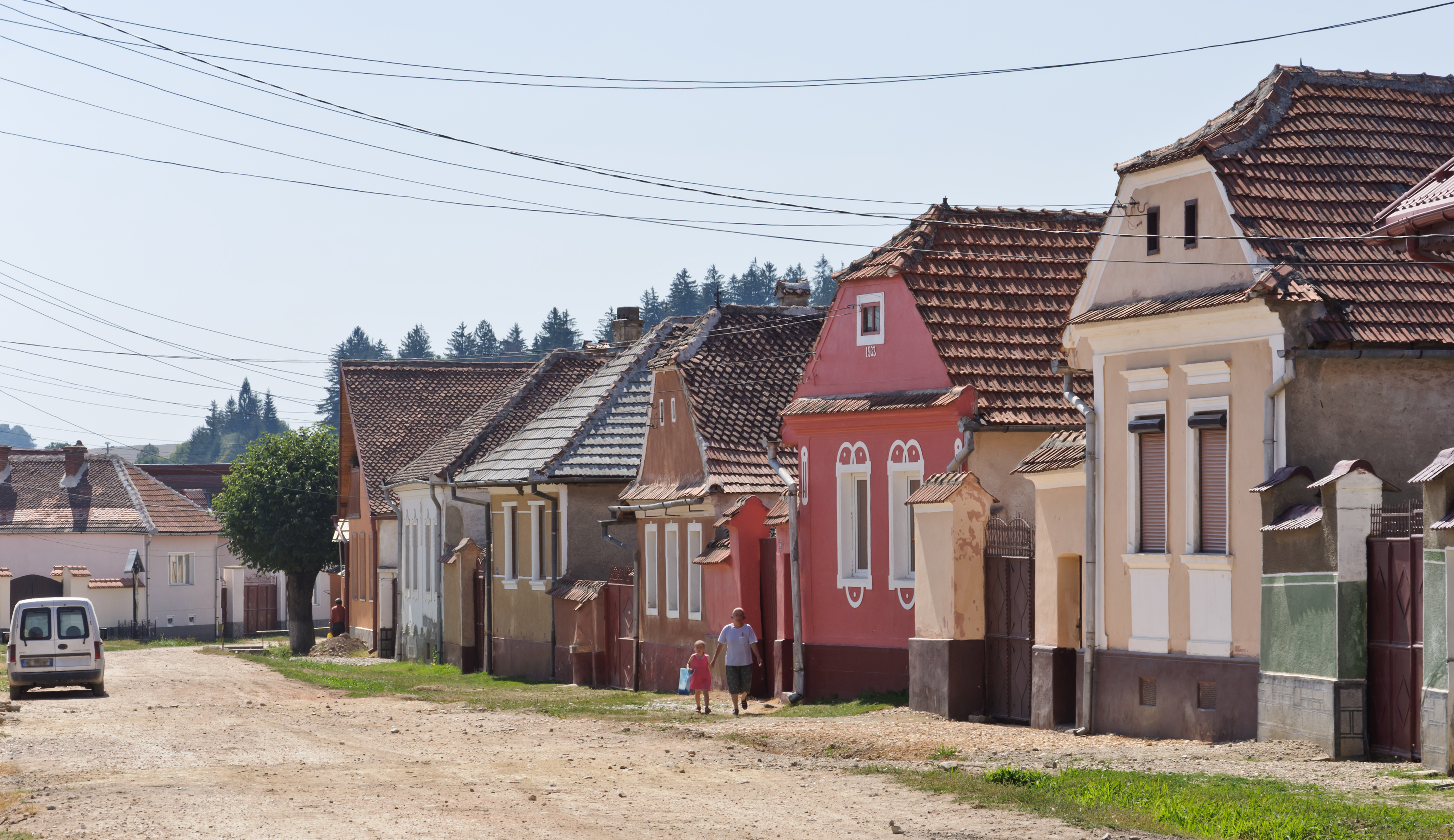

45°46′00″N 25°26′00″E / 45.7667°N 25.4333°E
敦布勒維察鄉（羅馬尼亞語：Comuna Dumbrăvița, Brașov），是羅馬尼亞的鄉份，位於該國中部，由布拉索夫縣負責管轄，面積99平方公里，海拔高度524米，2007年人口4,888，人口密度每平方公里49人。